# Ireneusz Wrzesień
Ireneusz Wrzesień (ur. 31 stycznia 1942 w Wielkiej Wsi) – polski malarz, pedagog i polityk, poseł na Sejm PRL IX kadencji.

## Życiorys
W Wyższej Szkole Pedagogicznej w Krakowie w 1964 uzyskał tytuł zawodowy magistra historii. Od 1968 nauczyciel w Zakopanem, później kierownik szkoły podstawowej w Białym Dunajcu, potem inspektor szkolnym w powiecie nowotarskim, a od 1975 do 1978 wicekurator oświaty i wychowania w Nowym Sączu. W latach 1978–1982 był dyrektorem Wydziału Kultury i Sztuki w Urzędzie Wojewódzkim w Nowym Sączu. Członek Związku Polskich Artystów Plastyków.
W 1968 wstąpił do Polskiej Zjednoczonej Partii Robotniczej, gdzie zasiadał w Komitecie Miejskim. W latach 1985–1989 pełnił mandat posła na Sejm PRL IX kadencji w okręgu Nowy Sącz, zasiadając w Komisji Kultury, Komisji Edukacji Narodowej i Młodzieży oraz w Komisji Nadzwyczajnej do rozpatrzenia projektu ustawy o mieniu komunalnym.
Uczestnik wystaw w wielu krajach. Długoletni dyrektor (potem wicedyrektor) i profesor zakopiańskiego PLSP im. A. Kenara.

## Odznaczenia
- Krzyż Kawalerski Orderu Odrodzenia Polski
- Złoty Krzyż Zasługi
- Odznaka „Zasłużony Działacz Kultury” (dwukrotnie)
- Medal Komisji Edukacji Narodowej